# Vincenzo
Vincenzo este un film serial sud-coreean din anul 2021 produs de postul tvN.

## Distribuție
- Song Joong-ki - Vincenzo Cassano / Park Joo-hyung
- Jeon Yeo-been - Hong Cha-young
- Ok Taec-yeon - Jang Jun-woo / Jang Han-seok
- Kim Yeo-jin - Choi Myung-hee
- Kwak Dong-yeon - Jang Han-seo